# (500419) 2012 TF131
(500419) 2012 TF131 es un asteroide perteneciente al cinturón de asteroides, descubierto el 12 de octubre de 1996 por el equipo del Spacewatch desde el Observatorio Nacional de Kitt Peak, Arizona, Estados Unidos.

## Designación y nombre
Designado provisionalmente como 2012 TF131.

## Características orbitales
2012 TF131 está situado a una distancia media del Sol de 3,064 ua, pudiendo alejarse hasta 3,664 ua y acercarse hasta 2,463 ua. Su excentricidad es 0,195 y la inclinación orbital 6,002 grados. Emplea 1959,17 días en completar una órbita alrededor del Sol.
Los próximos acercamientos a la órbita de Júpiter se producirán el 23 de febrero de 2063, el 3 de mayo de 2112 y el 20 de diciembre de 2121, entre otros.

## Características físicas
La magnitud absoluta de 2012 TF131 es 16,6.